# Агай, Аго
Аго Агай (алб. Ago Agaj; 7 марта 1897, Влёра — 24 декабря 1994, Клируотер) — албанский агроном и националистический политик, активный сторонник Великой Албании. Участник Войны за Влёру 1920 и республиканской революции 1924. Министр экономики в прогерманском коллаборационистском правительстве 1943—1944. После прихода к власти коммунистов эмигрировал в Египет, затем в США.

## Агроном
Родился в горном селе близ Влёры. Шеро Эмин Агай — отец Аго Агая — был известным общественным деятелем, активным сторонником Исмаила Кемали, участвовал в борьбе за независимость Албании.
Начальное образование Аго Агай получил на родине в турецкой школе. С 12 лет жил в Вене. Окончил австрийское сельскохозяйственное образование, стажировался в Германии.
Во время Первой мировой войны работал агрономом в Бессарабии и Польше. Вернулся в Албанию в 1919 году.

## Националист
По своим политическим взглядам Аго Агай был албанским националистом. В 1920 году он вступил в албанское добровольческое формирование Селама Мусая. Участвовал в боях с итальянцами во время Войны за Влёру. После победы албанцев Агай был делегатом Национального конгресса Люшне. Занимался албанской географией, входил в состав правительственной комиссии по составлению карты Албании.
В революционных событиях 1924 года Аго Агай активно выступал на стороне республиканцев Фана Ноли. При этом он отдавал должное жёсткой эффективности Ахмета Зогу.

Хотя я восхищался действиями Зогу, нашим идолом был Ноли, наряду с Гуракучи, Фиштой и Кочули. Я был вместе с ними. Они поручили мне организацию во Влёре. Был сформирован батальон, с помощью которого предполагалось установить контроль над Тираной.

Ноли был хорошим историком и поэтом, но из-за своей политической некомпетентности он потерпел неудачу. Зогу подходил к Тиране, а он, премьер-министр, играл на флейте…

Аго Агай

После поражения республиканцев и установления королевского режима Зогу Аго Агай работал агрономом и преподавал в сельскохозяйственных школах. В 1936 году участвовал в мятеже против режима Зогу. Был арестован и приговорён к пожизненному заключению. Освобождён итальянцами при вторжении в 1939 году.

## Коллаборационист
Аго Агай был сторонником Великой Албании, выступал за присоединение Косово. Поэтому во Второй мировой войне он принял сторону государств Оси. С 1941, при итальянской оккупации, Агай прибыл в Косовска-Митровицу и получил должность в новой албано-коллаборационистской администрации Джафера Девы. Участвовал в организации вооружённых формирований, воевал против сербских четников. Состоял в Балли Комбетар и Второй Призренской лиге.
Несмотря на жёсткий национализм и ориентацию на нацистская Германия, Агай не был сторонником Холокоста и геноцида цыган. По некоторым оценкам, Агай и Дева предотвратили уничтожение нацистами нескольких тысяч цыган и евреев.
При немецкой оккупации в 1943 Аго Агай вошёл в состав коллаборационистского правительства Реджепа Митровицы. Занимал пост министра экономики и сельского хозяйства. Наряду с министром внутренних дел Девой, Агай являлся самым влиятельным членом кабинета. В то же время отмечалось, что его идеологическое доктринёрство зачастую мешало эффективности.

## Эмигрант
В 1944 к власти в Албании пришла компартия. Аго Агай был вынужден эмигрировать. Через Италию и Ливию он перебрался в Египет. Жил в Египте более двадцати лет, управлял активами предпринимателя албанского происхождения Азиза Изета. После того, как в политике Насера явственно обозначился просоветский крен, Агай уехал в США.
В эмиграции Аго Агай поддерживал тесные связи с албанскими антикоммунистическими организациями. Большой резонанс вызвало его выступление О причинах раскола между албанцами на семинаре Албанского демократического союза в Нью-Йорке 1977 года. В частности, он указывал на безосновательность претензий албанской коммунистической верхушки выступать от имени бедноты — поскольку, например, Энвер Ходжа и Мехмет Шеху происходили из богатых и знатных семейств.
Особое место в системе взглядов Аго Агая занимала проблема Косово. Значение этой темы выросло после падения коммунистического режима в Албании. За приверженность идее воссоединения он получил прозвище Kosovari nga Vlora — Косовар из Влёры.

Я нахожусь на смертном одре. Я говорю по опыту моей почти столетней жизни. Я считаю, что судьба албанской нации будет решаться в Косово… Борьба за Косово — это борьба за нацию, за Албанию, за Влёру… Албанский народ должен приложить усилия для спасения Косово. Эта вера восходит к отцу нации Исмаилу Кемали.

Аго Агай

Аго Агай написал несколько исторических работ, в том числе биографию Джафера Девы. Наиболее известна монография Lufta e Vlorës — Война за Влёру, изданная в 1969 году.
Скончался Аго Агай в возрасте 97 лет.